# Don des larmes
Le don des larmes (gratia lacrimarum / donum lacrimarum), notion qui fait référence à l'efficacité des pleurs et des larmes spirituelles dans la prière, est considéré comme un phénomène mystique. On doit distinguer en effet les larmes de la sensibilité, qui vont de la tristesse à la joie, des larmes spirituelles. Celles-ci peuvent être larmes de contrition ou de conversion, comme on le voit dans les Confessions de saint Augustin, « toutes ruisselantes de larmes », selon le mot de Pétrarque ; si elles sont versées lors d'une prière, elles sont vues dans la tradition chrétienne, plus particulièrement au Moyen Âge, comme un signe de componction, d'humilité et de piété.  

## Origines
Le don des larmes trouve sa source dans l'Ancien et dans le Nouveau Testament ;
l’Église catholique qualifiera parfois la vie de « vallée des larmes », en référence à cette parole du Livre des Psaumes : « Heureux l’homme qui attend de Vous son secours, et qui dans cette vallée de larmes a résolu en son cœur de monter et de s’élever jusqu’au lieu que le Seigneur a établi ». Dans le Nouveau Testament, le Christ pleure par trois fois, et d'autres personnages versent aussi des larmes, comme Marie de Magdala et l'apôtre Pierre. On trouve aussi dans le Sermon sur la montagne la parole : « Heureux les affligés, car ils seront consolés. » Cette notion de « don des larmes » sera reprise et développée par les Pères du désert, qui verront dans les larmes une forme réelle de prière. Mais l’expression « don des larmes » n’apparaît pas avant Grégoire le grand au VIe siècle. 

## Signification

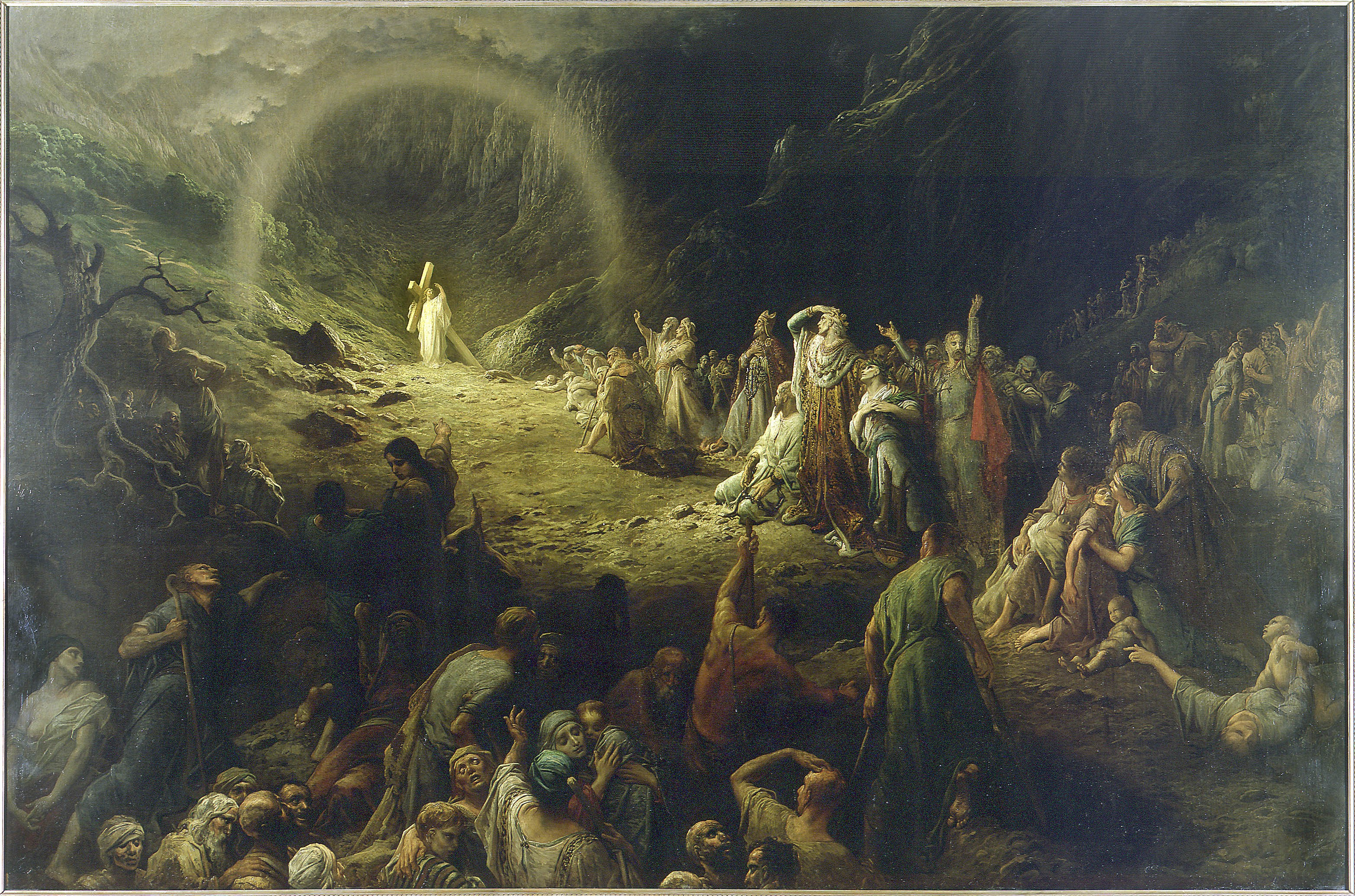
Gustave Doré, La vallée de larmes, 1883.

En se fondant sur leur autobiographie respective, on mentionne parfois des saints de l’Église catholique, comme Ignace de Loyola et François d'Assise qui pleuraient abondamment ; le Padre Pio et le curé d'Ars auraient possédé ce don. Leurs détracteurs ont vu dans ce « don des larmes » le signe d'une dépression chronique tandis que leurs fervents admirateurs considèrent, eux, que cela constitue au contraire une preuve supplémentaire de la présence même de Dieu. Les larmes de saint Augustin cessent de couler pendant toute la période de sa quête dans le manichéisme et le néoplatonisme, mais « l’accueil de la grâce se fait dans un déluge de larmes, indice du "cœur broyé" de l’homme qui, dans un même regard, connaît à la fois ce qu’il est et la miséricorde de Dieu. »